# Wade Bell
Charles Wade Bell (Ogden, Utah, 3 de enero de 1945 - Eugene, Oregón, 4 de julio de 2024) fue un corredor de media distancia estadounidense, que compitió en los Juegos Olímpicos de Verano de 1968 en la Ciudad de México. Es mejor conocido por ganar la medalla de oro en la prueba masculina de 800 m en los Juegos Panamericanos de 1967 en Winnipeg, Canadá.

## Carrera
Wade Bell se postuló colegiadamente para la Universidad de Oregon y profesionalmente para el Oregon Track Club. En 1968, Bell era miembro del equipo de relevos de 4 × 800 metros del Oregon TC, que batió el récord mundial en la prueba en ese momento, aunque no fue ratificado por la IAAF. Bell fue el decimoséptimo hombre estadounidense en superar los 4 minutos en la milla, en 1966.

### Carrera posprofesional
Wade Bell siguió participando activamente en el atletismo. En 1970, Bell comenzó a trabajar como asistente de campo en el campo Hayward de Oregón. A lo largo de la década de 1970, Bell se desempeñó como presidente del Oregon Track Club y dirigió el clásico de Prefontaine.

## Vida personal
Wade Bell era miembro de la Iglesia de Jesucristo de los Santos de los Últimos Días.